# 吉川永青
吉川 永青（よしかわ ながはる、1968年6月10日 - ）は、日本の小説家。東京都生まれ。

## 来歴
横浜国立大学経営学部卒業。会社員生活を経て、2010年に『戯史三國志 我が糸は誰を操る』で第5回小説現代長編新人賞の奨励賞を受賞。翌年に同作で作家デビュー。

## 受賞・候補
- 2010年『我が糸は誰を操る』で第5回小説現代長編新人賞（奨励賞）受賞
- 2012年『戯史三國志 我が槍は覇道の翼』で第33回吉川英治文学新人賞候補
- 2013年『時限の幻』で第19回中山義秀文学賞候補
- 2015年『誉れの赤』で第36回吉川英治文学新人賞候補[2]
- 2015年『誉れの赤』で第4回歴史時代作家クラブ賞（作品賞）候補
- 2016年『闘鬼 斎藤一』で第4回野村胡堂文学賞受賞[4]
- 2017年『裏関ヶ原』で第23回中山義秀文学賞候補
- 2022年『高く翔べ 快商・紀伊國屋文左衛門』で第11回日本歴史時代作家協会賞（作品賞）受賞[5]

## 著書
- 『戯史三國志　我が糸は誰を操る』講談社、2011 のち文庫
- 『戯史三國志　我が槍は覇道の翼』講談社、2011 のち文庫
- 『戯史三國志　我が土は何を育む』講談社、2012
- 『時限の幻』幻冬舎、2012 のち文庫化に際し『独眼竜と会津の執権』に改題
  - 『独眼竜と会津の執権』幻冬舎〈幻冬舎時代小説文庫〉、2021年6月。ISBN 978-4-344-43102-7。
- 『義仲これにあり』講談社、2013
- 『誉れの赤』講談社、2014
- 『天下、なんぼや。』幻冬舎 2014 （鴻池新右衛門）
- 『闘鬼 斎藤一』NHK出版、2015　
  - 『闘鬼 斎藤一』集英社〈集英社文庫〉、2021年4月。ISBN 978-4-08-744237-3。
- 『化け札』（真田昌幸）講談社、2015
- 『治部の礎』（石田三成）講談社、2016
  - 『治部の礎』講談社〈講談社文庫〉、2020年1月。ISBN 978-4-06-518100-3。
- 『龍の右目ー伊達成実伝』（伊達成実）角川春樹事務所、2017年11月。ISBN 978-4-75841315-2。
  - 『龍の右目ー伊達成実伝』〈角川文庫〉2019年6月。ISBN 978-4-75844269-5。
- 『写楽とお喜瀬』（東洲斎写楽）NHK出版、2019
- 『毒牙 義昭と光秀』KADOKAWA、2019年11月。ISBN 978-4-04-108643-8。
- 『憂き夜に花を』中央公論新社、2020年6月。ISBN 978-4-12-005311-5。
- 『老侍』 講談社 2018年2月、ISBN 978-4062209458　文庫
- 『雷雲の龍 会津に吼える』講談社〈講談社文庫〉、2021年1月。ISBN 978-4-06-522157-0。
- 『ぜにざむらい』朝日新聞出版、2021年2月。ISBN 978-4-02-251742-5。
- 『新風記 日本創生録』講談社、2021年6月。ISBN 978-4-06-523254-5。
- 『乱世を看取った男 山名豊国』角川春樹事務所、2021年9月　ISBN 978-4758413923、のち文庫
- 『人斬り以蔵の道理』中央公論新社、2024年5月　ISBN 9784120057861